# بوبي باشو
بوبي باشو (بالإنجليزية: Bobby Pacho)‏ كان ملاكم أمريكي سابق صنّف ضمن فئة وزن الوسط.

## إحصائيات
خاض خلال مسيرته 172 نزالا، فاز في 85 وتعادل في 16 وخسر في 71. فاز بالضربة القاضية في 40 نزالا.

## روابط خارجية
- بوبي باشو على موقع بوكس ريك (الإنجليزية) (registration required)